# Eslovenia en los Juegos Olímpicos de Río de Janeiro 2016
Eslovenia estuvo representada en los Juegos Olímpicos de Río de Janeiro 2016 por un total de 60 deportistas que compitieron en 12 deportes. Responsable del equipo olímpico es el Comité Olímpico Esloveno, así como las federaciones deportivas nacionales de cada deporte con participación.
El portador de la bandera en la ceremonia de apertura fue el regatista Vasilij Žbogar.

## Medallistas
El equipo olímpico de Eslovenia obtuvo las siguientes medallas:
| Nombre           | Deporte               | Competición |
| ---------------- | --------------------- | ----------- |
| Oro              |                       |             |
| Tina Trstenjak   | Judo                  | –63 kg F    |
| Plata            |                       |             |
| Peter Kauzer     | Piragüismo en eslalon | K1 M        |
| Vasilij Žbogar   | Vela                  | Finn M      |
| Bronce           |                       |             |
| Anamari Velenšek | Judo                  | –78 kg F    |